# Meter per sekund
Meter per sekund eller meter i sekunden, betecknat m/s. Meteorologer undviker att säga "sekundmeter", vilket enhetsmässigt är en felaktig term, men vanligt använd bland till exempel seglare. Meter per sekund är en härledd SI-enhet för hastighet.
För land- och sjöfarkosters hastigheter används i regel kilometer per timme respektive knop istället för meter per sekund. Båda dessa enheter är accepterade i SI, men meter per sekund är den som rekommenderas. I vissa länder (i synnerhet USA) används mile per timme i många sammanhang.

## Konvertering
Man kan räkna om meter per sekund till kilometer per timme, eller vice versa, på följande sätt:
- m/s (x) → km/h (y) : x * 3,6 = y
- km/h (y) → m/s (x) : y / 3,6 = x

Ex. 20 m/s till km/h: 
20 x 3,6 = 72 km/h (7,2 mil/h)
Ex. 150 m/s till km/h: 
150 x 3,6 = 540 km/h (54,0 mil/h)
Ex. 500 m/s till km/h: 
500 x 3,6 = 1800 km/h (180 mil/h)
Ex. 90 km/h till m/s: 
90 / 3,6 = 25 m/s

## Anmärkning
Sekundmeter är ett av naturvetare ofta kritiserat uttryck för enheten. Bertil Molde, tidigare skribent för Svenska Dagbladets språkspalt, har dock försvarat sekundmeter, "Nu är betydelseförhållandet mellan förled och efterled i svenska sammansättningar mycket fritt. Det finns väl inget hinder för att tolka sekundmeter just som det används, alltså som 'meter i sekunden (el. per sekund)'". Sekundmeter är en etablerad term, och används ofta av fiskare och annat sjöfolk.